# Dudelsackpfeiferbrunnen

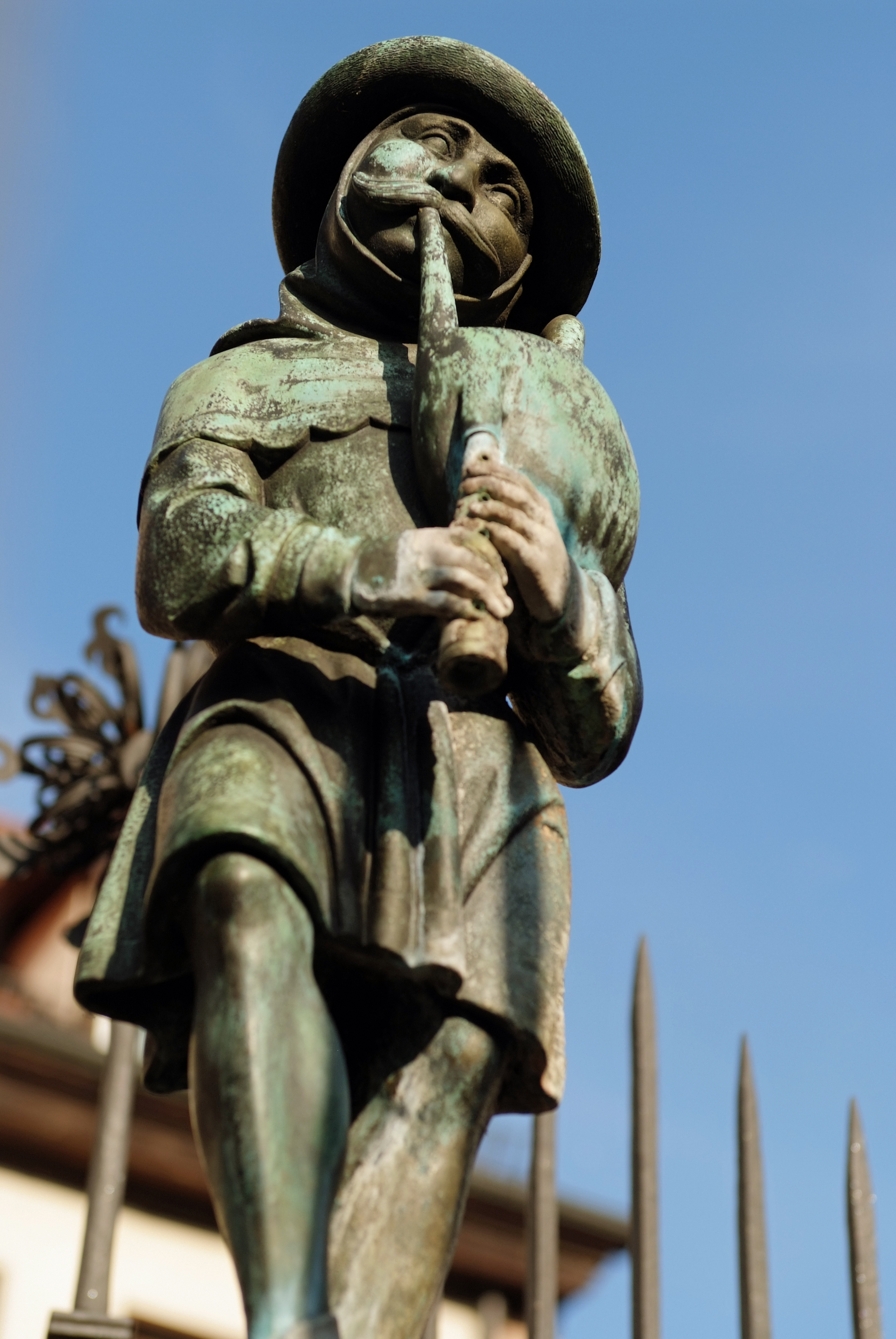
Dudelsackpfeiferbrunnen am Unschlittplatz

Mit Dudelsackpfeiferbrunnen werden in der fränkischen ehemaligen Reichsstadt Nürnberg zwei Brunnen bezeichnet, deren bronzene Brunnenfiguren jeweils einen Dudelsackpfeifer aufweist. Der eine davon befindet sich auf dem im Südwesten der Altstadt gelegenen Unschlittplatz, der andere ist ein Wandbrunnen in der im nordwestlichen Teil der Altstadt befindlichen Lammsgasse Nr. 14.

## Geschichte

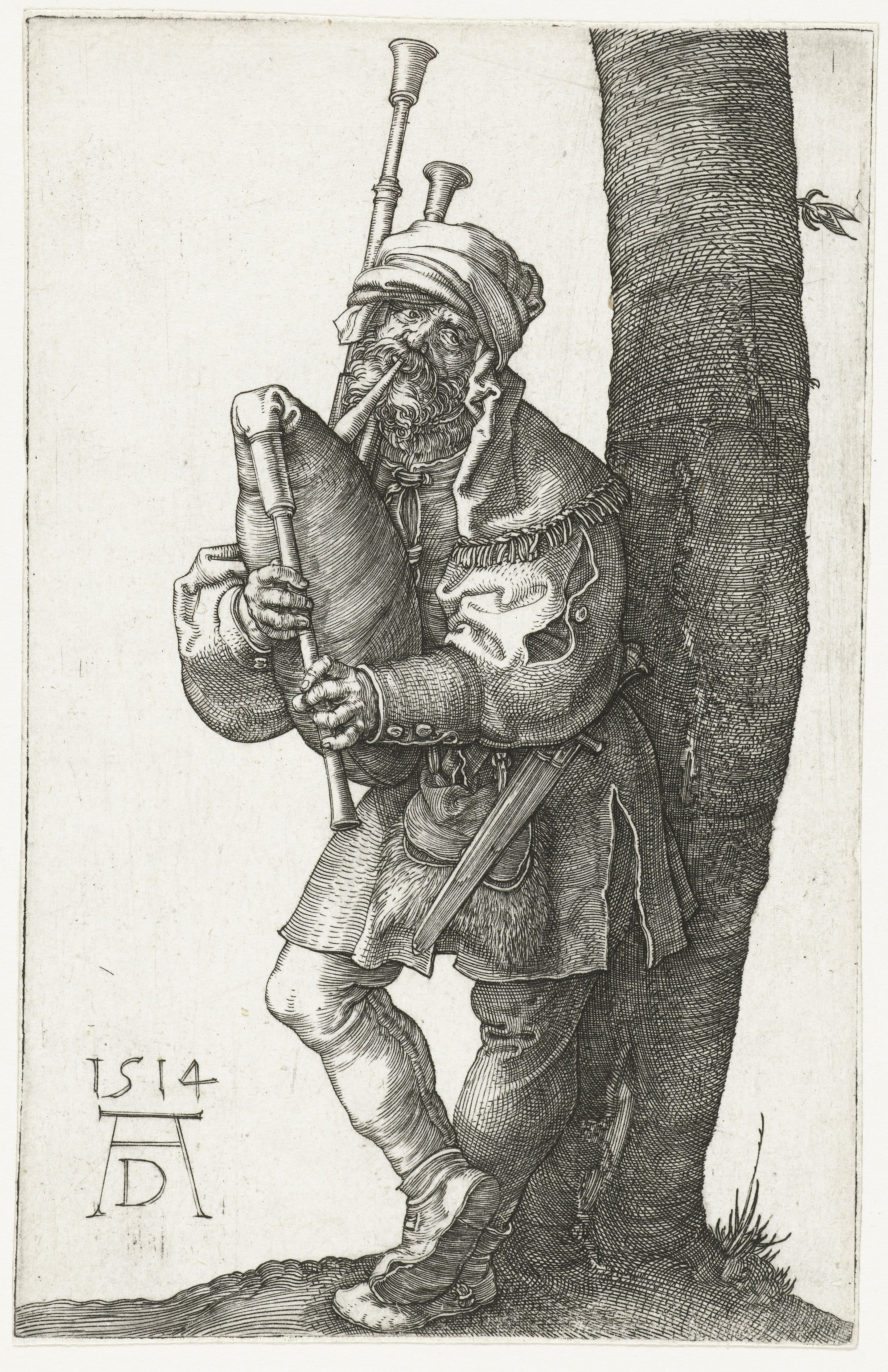
Dürer: Der Dudelsackpfeifer

Die Brunnenfigur am Unschlittplatz geht auf einen Entwurf des Nürnbergers Künstlers Friedrich Wanderer zurück, der diesen nach einem in der ersten Hälfte des 16. Jahrhunderts entstandenen Holzmodell aus Weidenholz, das sich seit 1880 im Germanischen Nationalmuseum befindet, gestaltete. Den Guss der Figur besorgte die örtliche Kunstgießerei Lenz. Der Brunnen wurde 1880 ursprünglich an der Kreuzung der Ebnersgasse zum Heugäßchen errichtet. Nach den Zerstörungen des Zweiten Weltkriegs wurde er mit einer neuen Unterschale auf den Unschlittplatz verlegt.
Die Brunnenfigur in der Lammsgasse geht auf ein in der Mitte des 16. Jahrhunderts entstandenes Modell aus Lindenholz zurück, das sich seit 1881 in der Skulpturensammlung der Staatlichen Museen zu Berlin befindet. Eine erste Version des Brunnens, bei der die Brunnenfigur nach 1870 ebenfalls in der Lenzschen Kunstgießerei entstanden war, befand sich ursprünglich im sogenannten Wittelsbacher Hof des Germanischen Nationalmuseums und wurde dort im Zweiten Weltkrieg schwer beschädigt. Im Jahr 1979 wurde ein von den Nürnberger Altstadtfreunden in Auftrag gegebener Nachguss zusammen mit einem vom Baudirektor Julius Lincke neu entworfenen Becken im Innenhof der Lammsgasse Nr. 14 aufgestellt.
Die beiden Holzmodelle werden mit Albrecht Dürers 1514 entstandenen Kupferstich Der Dudelsackpfeifer in Verbindung gebracht.
Inwieweit eine Beziehung zu der Wandersage vom betrunkenen und eingeschlafenen Dudelsackpfeifer besteht, der Anno 1437 während einer Epidemie in Nürnberg auf einen Pestkarren geladen worden sein soll, und der eine Befreiung aus seiner schlimmen Lage erst durch Blasen seines Dudelsackes erreichen konnte, ist nicht geklärt. In der Mitte des 16. Jahrhunderts entstanden weitere Brunnen mit dem gleichen Sujet unter anderem in Bern und Basel.